# Angelica cyclocarpa
Angelica cyclocarpa är en flockblommig växtart som först beskrevs av C.Norman, och fick sitt nu gällande namn av John Francis Michael Cannon. Angelica cyclocarpa ingår i släktet kvannar, och familjen flockblommiga växter. Inga underarter finns listade i Catalogue of Life.